# Hydora angusticollis
Hydora angusticollis is een keversoort uit de familie beekkevers (Elmidae). De wetenschappelijke naam van de soort werd in 1877 gepubliceerd door Francis Polkinghorne Pascoe.